# Кубок России по кёрлингу среди женщин 2009
Кубок России по кёрлингу среди женщин 2009 проводился с 6 по 9 ноября 2009 года в городе Дмитров (Московская область). Турнир проводился в ??-й раз.
Одновременно турнир являлся первым кругом чемпионата России среди женщин 2010.
В турнире принимало участие 8 команд.
Обладателями Кубка стала команда «Москва» (скип Ольга Жаркова), серебряным призёром стала команда «СКА-1» (Санкт-Петербург, Яна Некрасова), третье место заняла команда «ЭШВСМ "Москвич-2"» (Москва; скип Дарья Козлова).
Одновременно и там же проводился Кубок России по кёрлингу среди мужчин 2009.

## Формат соревнований
Команды в одной группе играют друг с другом по круговой системе в один круг. Командам начисляются очки: за победу — 1 очко, за поражение — 0 очков. Итоговое ранжирование команд производится по количеству набранных очков. В случае равенства очков у двух команд высшее место занимает команда, победившая в личной встрече. В случае равенства очков у трех и более команд ранжирование проводится по количеству очков, набранных командами во встречах между собой; при равенстве предыдущего показателя определяются 2 лучшие команды по результатам тестовых бросков в дом (ТБД, англ. Draw Shot Challenge, DSC, в сантиметрах, команда с меньшим результатом занимает более высокое место); высшее место среди них занимает команда, победившая в личной встрече.
Все матчи проводятся в 8 эндов.

## Команды
|    | Команда                      | Скип               | Третий             | Второй              | Первый              | Запасной           |
| -- | ---------------------------- | ------------------ | ------------------ | ------------------- | ------------------- | ------------------ |
| А1 | Московская область (Дмитров) | Татьяна Смирнова   | Татьяна Лукина     | Анастасия Скултан   | Юлия Сторожева      | Анна Грецкая       |
| А2 | СКА-2 (Санкт-Петербург)      | Виктория Моисеева  | Оксана Гертова     | Мария Дуюнова       | Алёна Борисова      |                    |
| А3 | ЭШВСМ «Москвич-2» (Москва)   | Дарья Козлова      | Виктория Макаршина | Александра Саитова  | Анна Лобова         | Юлия Светова       |
| А4 | Москва                       | Ольга Жаркова      | Кира Езех          | Анна Сидорова       | Галина Арсенькина   | Ольга Зябликова    |
| А5 | ЭШВСМ «Москвич-1» (Москва)   | Маргарита Фомина   | Екатерина Галкина  | Екатерина Антонова  | Надежда Лепезина    | Людмила Прививкова |
| А6 | СКА-3 (Санкт-Петербург)      | Ольга Волохова     | Ирина Колесникова  | Яна Гаршина         | Арина Коптиева      |                    |
| А7 | СКА-1 (Санкт-Петербург)      | Яна Некрасова      | Наталья Эверт      | Яна Голобородько    | Светлана Фильчакова |                    |
| А8 | ЮНИОН (Москва)               | Анастасия Борисова | Ксения Левицкая    | Маргарита Нестерова | Наталья Хвацкая     | Виктория Осьминина |

## Результаты соревнований

### Групповой этап
|    | Команда                       | А1   | А2   | А3   | А4   | А5   | А6   | А7   | А8   | В | П | ТБД, сумма, в см | Место |
| -- | ----------------------------- | ---- | ---- | ---- | ---- | ---- | ---- | ---- | ---- | - | - | ---------------- | ----- |
| А1 | Московская область (Смирнова) | *    | 5:3  | 4:11 | 2:9  | 7:6  | 6:2  | 4:6  | 7:3  | 4 | 3 | 198,4            | 4     |
| А2 | СКА-2 (В. Моисеева)           | 3:5  | *    | 3:6  | 3:12 | 9:8  | 7:10 | 3:6  | 9:5  | 2 | 5 | 554,4            | 7     |
| А3 | ЭШВСМ «Москвич-2» (Козлова)   | 11:4 | 6:3  | *    | 1:13 | 2:8  | 8:1  | 2:6  | 10:3 | 4 | 3 | 275,1            | 3     |
| А4 | Москва (Жаркова)              | 9:2  | 12:3 | 13:1 | *    | 11:2 | 7:6  | 9:3  | 10:1 | 7 | 0 | 252,2            | 1     |
| А5 | ЭШВСМ «Москвич-1» (Фомина)    | 6:7  | 8:9  | 8:2  | 2:11 | *    | 11:5 | 10:2 | 11:2 | 4 | 3 | 566,6            | 5     |
| А6 | СКА-3 (Волохова)              | 2:6  | 10:7 | 1:8  | 6:7  | 5:11 | *    | 7:10 | 7:4  | 2 | 5 | 509,6            | 6     |
| А7 | СКА-1 (Некрасова)             | 6:4  | 6:3  | 6:2  | 3:9  | 2:10 | 10:7 | *    | 12:2 | 5 | 2 | 396,9            | 2     |
| А8 | ЮНИОН (Борисова)              | 3:7  | 5:9  | 3:10 | 1:10 | 2:11 | 4:7  | 2:12 | *    | 0 | 7 | 420,3            | 8     |

### Итоговая классификация
| Место | Команда                      | Скип               | И | В | П | ТБД, сумма, в см |
| ----- | ---------------------------- | ------------------ | - | - | - | ---------------- |
| 1     | Москва                       | Ольга Жаркова      | 7 | 7 | 0 | 252,2            |
| 2     | СКА-1 (Санкт-Петербург)      | Яна Некрасова      | 7 | 5 | 2 | 396,9            |
| 3     | ЭШВСМ «Москвич»-2            | Дарья Козлова      | 7 | 4 | 3 | 275,1            |
| 4     | Московская область (Дмитров) | Татьяна Смирнова   | 7 | 4 | 3 | 198,4            |
| 5     | ЭШВСМ «Москвич»-1            | Маргарита Фомина   | 7 | 4 | 3 | 566,6            |
| 6     | СКА-3 (Санкт-Петербург)      | Ольга Волохова     | 7 | 2 | 5 | 509,6            |
| 7     | СКА-2 (Санкт-Петербург)      | Виктория Моисеева  | 7 | 2 | 5 | 554,4            |
| 8     | ЮНИОН (Москва)               | Анастасия Борисова | 7 | 0 | 7 | 420,3            |